# Arremonops
Az Arremonops a madarak osztályának verébalakúak (Passeriformes) rendjébe és a Verébsármányfélék (Passerellidae) családjába tartozó nem.

## Rendszerezés
A nembe az alábbi 4 faj tartozik:
- Arremonops rufivirgatus
- Arremonops tocuyensis
- Arremonops chloronotus
- Arremonops conirostris